# Victor Crivoi
Victor Crivoi (* 25. Mai 1982 in Bukarest) ist ein ehemaliger rumänischer Tennisspieler.

## Karriere
Victor Crivoi spielte bis 2005 sowie ab 2014 hauptsächlich auf der ATP Challenger Tour und der ITF Future Tour. Dazwischen nahm er dank seines Rankings auch an Turnier der ATP Tour teil.
Er konnte 25 Einzel- und 3 Doppelsiege auf der Future Tour feiern. Auf der ATP Challenger Tour gewann er 2008 in Manerbio sein einziges Turnier im Einzel; im Doppel kam er 2006, 2012 und 2015 zu insgesamt drei Challenger-Turniererfolgen. Zum 11. Mai 2009 durchbrach er erstmals die Top 100 der Weltrangliste im Einzel und seine höchste Platzierung wurde der 75. Rang im August desselben Jahres. In diesem Jahr erzielte er auf der ATP Tour auch zu seinem größten Erfolge, indem er in Gstaad das einzige Mal das Viertelfinale auf diesem Niveau erreichte. Drei seiner vier Teilnahmen an einem Grand-Slam-Turnier datieren ebenfalls auf dieses Jahr, was sein erfolgreichstes wurde. Nach 2011 schloss er kein Jahr mehr in den Top 200 ab. 2016 fiel er aus den Top 1000.
Victor Crivoi spielte zwischen 2006 und 2012 in acht Begegnungen für die rumänische Davis-Cup-Mannschaft, wobei er im Einzel zum Einsatz kam und eine Bilanz von 4:8 aufzuweisen hat.
Crivoi spielte 2020 sein letztes Profiturnier. Er trainiert seine Landsfrau Irina-Camelia Begu.

## Erfolge
| Legende (Anzahl der Siege)  |
| Grand Slam                  |
| ATP World Tour Finals       |
| ATP World Tour Masters 1000 |
| ATP World Tour 500          |
| ATP World Tour 250          |
| ATP Challenger Tour (4)     |

### Einzel

#### Turniersiege
| Nr. | Datum           | Turnier  | Belag | Finalgegner       | Ergebnis   |
| --- | --------------- | -------- | ----- | ----------------- | ---------- |
| 1.  | 24. August 2008 | Manerbio | Sand  | Christophe Rochus | 7:610, 6:2 |

### Doppel

#### Turniersiege
| Nr. | Datum              | Turnier   | Belag | Partner                 | Finalgegner                         | Ergebnis           |
| --- | ------------------ | --------- | ----- | ----------------------- | ----------------------------------- | ------------------ |
| 1.  | 6. August 2006     | Timișoara | Sand  | Victor Ioniță           | Ervin Eleskovic Michael Ryderstedt  | 6:3, 6:4           |
| 2.  | 9. September 2012  | Brașov    | Sand  | Marius Copil            | Andrei Ciumac Oleksandr Nedowjessow | 6:78, 6:4, [14:12] |
| 3.  | 26. September 2015 | Sibiu     | Sand  | Petru-Alexandru Luncanu | Ilija Bozoljac Dušan Lajović        | 6:4, 6:3           |